# Erica Cerra
Erica Cerra (Vancouver, 31 de octubre de 1979) es una actriz canadiense, más conocida por su interpretación como Jo Lupo en la serie Eureka de Syfy, y su papel como la inteligencia artificial A.L.I.E. y la científica Becca Franko en la serie Los 100 del canal The CW.

## Carrera
Erica es de ascendencia italiana. Cautivada por la actuación, apareció por primera vez en el programa canadiense KidZone y luego en numerosos comerciales cuando era niña. Luego tomó un descanso de la actuación, porque, en sus propias palabras; "Se trataba de querer tener 14 años. Quería tener 14 años sin ninguna responsabilidad, pero siempre quise actuar".
Entre 2001 y 2006, obtuvo papeles en varios programas de televisión populares y aclamados por la crítica, incluyendo Battlestar Galactica, The L Word y Smallville. Otros de sus papeles incluyen partes en The 4400, The Dead Zone, Reaper, Huff y Dead Like Me, así como en la canadiense Cold Squad, la serie de acción de caza de monstruos Special Unit 2 y la serie de suspenso sobrenatural The Collector. También participó en las películas Man About Town junto a Ben Affleck y Rebecca Romijn, y Blade: Trinity con Wesley Snipes.
En 2006, protagonizó el video musical de la canción de Michael Bublé "Save the Last Dance for Me".
Ese año obtuvo su papel más exitoso hasta la fecha, al ser elegida como la ayudante del sheriff Jo Lupo en Eureka, una serie de Syfy que se transmitió entre 2006 y 2012. Cerra fue una de las estrellas del elenco, con un personaje integral a lo largo de las cinco temporadas de la serie.
Desde entonces, ha participado como invitada en series como Warehouse 13, Sanctuary, Supernatural y Motive. Obtuvo un papel recurrente en la serie estadounidense Rush de USA Network 2014 y también participó en la serie iZombie de CW en 2015.
Participó en el final de la segunda temporada de la serie de CW, The 100, que se emitió el 11 de marzo de 2015, como una misteriosa A.I. llamada A.L.I.E. Interpretó a la antagonista principal durante la tercera temporada y repitió el papel en un episodio de la cuarta temporada. Cerra también dio vida a Becca Franco, la creadora de A.L.I.E., en un flashback de la serie.

## Vida personal
Cerra se casó con Raffaele Fiore en noviembre de 2010. Cerra dio a luz al primer hijo de la pareja, una hija, en mayo de 2012.

## Filmografía

### Film
| Año  | Título                                             | Rol              | Notas           |
| ---- | -------------------------------------------------- | ---------------- | --------------- |
| 2004 | Adam and Evil                                      | Yvonne           |                 |
| 2004 | Blade: Trinity                                     | Chica gótica     |                 |
| 2006 | Man About Town                                     | Sela             |                 |
| 2010 | Percy Jackson & the Olympians: The Lightning Thief | Hera             |                 |
| 2010 | The Stranger                                       | Grace Bishop     | Directo a video |
| 2011 | Rise of the Damned                                 | Brit             |                 |
| 2015 | Shark Killer                                       | Jasmine          |                 |
| 2017 | Power Rangers                                      | Sra. Kwan        |                 |
| 2019 | The Intruder                                       | Jillian Richards |                 |
| 2021 | El diario de Greg                                  | Susan Heffley    | Voz             |
| 2022 | Diary of a Wimpy Kid: Rodrick Rules                | Susan Heffley    | Voz             |
| 2023 | Diary of a Wimpy Kid Christmas: Cabin Fever        | Susan Heffley    | Voz             |

### Televisión
| Año       | Título               | Rol                     | Notas                                                       |
| --------- | -------------------- | ----------------------- | ----------------------------------------------------------- |
| 1994      | No Adults Allowed    | Molly                   |                                                             |
| 2001      | Special Unit 2       | Chica linda             | Episodio: "The Rocks"                                       |
| 2003      | Black Sash           | Conductora              | Episodio: "Date Night"                                      |
| 2003      | Dead Like Me         | Hermana de M.J. Bowers' | Episodio: "Reaping Havoc"                                   |
| 2003      | Jake 2.0             | Sam                     | Episodio: "Last Man Standing"                               |
| 2004      | Naughty Bits         | Ejecutante              | Episodio: "The Eyes"                                        |
| 2004      | The L Word           | Bailarina               | Episodio: "L'Ennui"                                         |
| 2004      | The Collector        | Vonnie                  | Episodio: "The Supermodel"                                  |
| 2004      | The Dead Zone        | Estudiante              | Episodio: "Instinct"                                        |
| 2004      | Huff                 | Mesera bella            | Episodio: "Pilot"                                           |
| 2005      | Young Blades         | Giselle                 | Episodio: "Rub-a-Dub Sub"                                   |
| 2005      | Smallville           | Asistente de Lex        | Episodio: "Lucy"                                            |
| 2005      | Cold Squad           | Stephanie Johnston      | Episodio: "C'mon I Tip Waitresses"                          |
| 2005      | The 4400             | Molly Caldicott         | Episodio: "Lockdown"                                        |
| 2005      | Smallville           | Chica de fraternidad    | Episodio: "Thirst"                                          |
| 2006      | The L Word           | Uta Refson              | 2 episodios (temporada 3)                                   |
| 2006      | Battlestar Galactica | Maya                    | 4 episodios (temporada 2–3)                                 |
| 2006–2012 | Eureka               | Jo Lupo                 | Rol recurrente (temporadas 1–2); principal (temporadas 3–5) |
| 2008      | Reaper               | Nicole Manders          | Episodio: "Acid Queen"                                      |
| 2009      | Warehouse 13         | Jillian Whitman         | Episodio: "Duped"                                           |
| 2009      | Sanctuary            | Emma Correia            | Episodio: "Veritas"                                         |
| 2010      | Smallville           | Adrianna Tomaz          | Episodio: "Isis"                                            |
| 2011      | Supernatural         | Robin                   | Episodio: "The Man Who Knew Too Much"                       |
| 2012      | Mega Cyclone         | Carolyn                 | Film para televisión                                        |
| 2012      | The Wishing Tree     | Clarissa                | Film para televisión                                        |
| 2014      | Motive               | Diane Torrance          | Episodio: "Deception"                                       |
| 2014      | Rush                 | Laurel Burke            | Rol recurrente                                              |
| 2014      | Package Deal         | Emma                    | Episodio: "Sex Sex Sex"                                     |
| 2015–2020 | The 100              | A.L.I.E. / Becca        | Invitada (temporadas 2, 5–7); recurrente (temporadas 3–4)   |
| 2015      | iZombie              | Sasha Arconi            | Episodio: "Dead Air"                                        |
| 2015      | Welcome Home         | Cynthia                 | Film para televisión                                        |
| 2017      | Lucifer              | Athena Burns            | Episodio: "Mr. & Mrs. Mazikeen Smith"                       |
| 2017–2019 | Supernatural         | Duma                    | Rol recurrente (temporadas 13–14)                           |
| 2019      | Deadly Class         | Miss De Luca            | Rol recurrente                                              |
| 2020–2021 | The Astronauts       | Connie Rivers           | Rol recurrente; 10 episodios                                |
| 2021      | Nancy Drew           | D.A. Jean Rosario       | 1 episodio (temporada 2) ; recurrente (temporada 3)         |

### Web
| Año  | Título                | Rol                | Notas                   |
| ---- | --------------------- | ------------------ | ----------------------- |
| 2006 | Eureka: Hide and Seek | Jo Lupo            | 4 episodios             |
| 2011 | Mortal Kombat: Legacy | Estrella de acción | Episodio: "Johnny Cage" |